# 小沢賢二
小沢 賢二（おざわ けんじ、1956年 - ）は、日本の中国学者、南京師範大学文学院客座教授。

## 来歴
1956年群馬県生まれ。1979年明治学院大学社会学部社会学科卒、群馬県立文書館古文書課主幹兼指導主事、1987年群馬県立太田東高等学校教諭を経て、安徽師範大学客座教授、南京師範大学文学院客座教授・NIPPON ACADEMY 中国室次長
。
日本中国学会会員。
1975年8月、明治学院大学・社会学部の学部生時代から、『古本竹書紀年』を自らの研究テーマとして定めることにした。『古本竹書紀年』のテキストを探し、東京の神保町を歩き回った中国図書を扱う書肆では見つからず、なかば諦めながら、入店した海風書店で店主の曽大海が『竹書紀年八種』を出してくれ、入手することができた。
なお、科斗文字については、『古本竹書紀年』の出自を調べていた時に、『竹書紀年八種』に所収されていた林春溥の『竹書本末』に記されていたことで、はじめて知ることになった。
斉藤国治と「古天文学」分野で長く共同研究を行っていた。斉藤国治との共著である『中国古代の天文記録の検証』が上梓される以前、斉藤は「私が中途で挫折しても、計算ノートがあなたの手で日の目を見られれば本望です」と小沢に述べていた。なお、斉藤国治は、『中国古代の天文記録の検証』の上梓された1992年の後、2003年2月21日に死去している。
2005年11月、手術を要する心臓病の疾病に罹患し、『中国天文学史研究』を遺言として、東北大学の浅野裕一に託した。その後、快癒し、2010年に出版された『中国天文学史研究』を目にしている。
2007年5月、中国科学院紫金山天文台（南京）にて、中国古代天文学者の張培瑜と念願の熟談を果たし、新出土史料に記された日食や古代暦法の問題や太陽高度の問題などについて議論を交わした。
2008年10月、浅野裕一から連絡があり、新出土史料の清華簡に『尚書』が含まれていることを知らされた。これを受けて、同年12月26日に北京の清華大学歴史系を訪問し、李学勤と会見して未公開だった清華簡の『繋年』について意見交換を行った。
この頃、それまで“古文”と言われていたものが、実のところ戦国時代に於ける東方系文字であったということが出土資料で明らかになり、科斗文字の実体は時間を費やせば必ず解決できると直感し、郭店楚簡や上博楚簡の全貌が公開されていたため、それまで謎とされてきた科斗文字の実体を究明できるのではないかと考え始めるようになった。
2012年に出版された『出土文献から見た古史と儒家経典』において、戦国時代・秦代・漢代の出土簡帛を用いて、古代史書や儒家経典について再考を加え、天文・暦法・音韻学・書誌学・古文書学など多彩な視点から考察している。
2014年に出版された『浙江大『左伝』真偽考』（浅野裕一との共著）では、偽作説が定説になっている浙江大学蔵『左伝』竹簡（非発掘簡）に対し、真作説を主張した。その過程で、出土文献の古文に全面的検討を加え、「永らく謎だった科斗文字の実態を解明した」、としている。
2022年に出版された『科斗文字の謎を解くー消えた中国の古代文学ー』において、「執筆の過程で次々と新たな発見を行い、科斗文字には陽符と陰符の二種類の附帯図象があり、西周には陽符だけだったが、東周前半の春秋時代になると、形声文字の飛躍的増加に伴って、新たに陰符が作られ、区別が生じたこと、科斗文字で記された浙江大『左伝』が偽簡ではあり得ないこと、小篆・隷書の一律的使用を強制する秦の始皇帝の文字統一によって、古文が持っていたこうした特色が全て雲散霧消したことなどを解明した」、としている。
小沢は、『科斗文字の謎を解くー消えた中国の古代文学ー』において、「科斗文字をめぐる筆者の謎解きもここで幕を下ろすことにしたい」と述べている。

## 師事歴
- 1974年～1975年 元、南満州鉄道中国語特等 船津巳之作（清朝考証学）に師事
- 1983年～1987年 元、東京大学史料編纂所教授 太田晶二郎（日本漢籍史）に師事
- 1984年～1996年 元、日本大学教授 山田忠雄（国語〔日本語〕学）に師事[2]

## 評価・批判
浅野裕一からは、「天文学・暦法学・音韻学・文字学・古文書学・書誌学などに精通した稀有な人物」と評され、「『出土文献から見た古史と儒家経典』や『浙江大『左伝』真偽考』などの共作を刊行してきた戦友の間柄である」とされる。
平㔟隆郎の研究手法に対して、2006年に自身の論文において、厳しい批判を加えている。これに対し、平㔟も2010年に「正しからざる引用と批判の「形」 : 小沢賢二『中国天文学史研究』等を読む」を発表して批判を加えている。
2010年の著書『中国天文学史研究』は成家徹郎に批判され、小沢も2011年に「『中国天文学史研究』に対する成家徹郎の書評について」を発表して応酬した。
2014年の著書『浙江大『左伝』真偽考』などで主張した「浙江大左伝」真作説に対しては、大西克也が2017年にそれを否定する見解を示した。

## 著書

### 単著
- 『法雲山華蔵寺獅子園書庫善本書目解題』華蔵寺、1984年3月
- 『史記正義佚存訂補』（『史記正義の研究』所収 汲古書院、1994年2月）
- 『獅子園書庫典籍並古文書目録』汲古書院、1999年8月
- 『中国天文学史研究』汲古書院、2010年3月
- 『宋本史記』國家圖書館出版社、2018年10月
- 『唐張守節史記正義佚存』中華書局、2019年2月
- 『科斗文字の謎を解くー消えた中国の古代文学ー』朋友書店、2022年9月

### 共著・解題
- 『中国古代の天文記録の検証』斉藤国治共著 雄山閣出版、1992年9月
- 『国宝 史記』尾崎康共著 汲古書院、1996年～1998年
- 『修験道無常用集』解題 聖護院門跡、2009年
- 『出土文献から見た古史と儒家経典』浅野裕一共著 汲古書院、2012年9月
- 『浙江大『左伝』真偽考』浅野裕一共著 汲古書院、2014年1月

### 論文
- 「天文史料を使って「史記」の「六国年表」を検証する」斉藤国治共著、日本科学史学会、科学史研究 25 (157), 1-13, 1986。
- 「春秋時代(B.C.722-479)の日食その他天文記事の再検討」斉藤国治共著、日本科学史学会、科学史研究 26 (161)、24-36、1987。
- 「史記正義佚存訂補」、汲古書院、史記正義の研究、776、1994。
- 「古抄本『史記』「秦本紀」の断簡について」汲古書院、汲古 / 古典研究会 編 (29)、48-49、1996-07。
- 「南化本『史記』解説」 汲古書院、『国宝 史記』、1998。
- 「近世文書体系論試案(1)近世文書の基本原理に基づく柱書文言の法則性」、群馬県立文書館、双文 / 群馬県立文書館 編17、1-50、2000。
- 「近代文書体系論試案(2)近世文書の基本原理に基づく柱書文言の法則性」、群馬県立文書館、双文 / 群馬県立文書館 編19、27-66、2002。
- 「近代文書体系論試案(3)近世文書の基本原理に基づく柱書文言の法則性」、群馬県立文書館、双文 / 群馬県立文書館 編21、27-72、2004。
- 「近世文書体系論試案(4)近世文書の基本原理に基づく柱書文言の法則性」、群馬県立文書館、双文 / 群馬県立文書館 編22、25-50、2005。
- 「平㔟隆郎氏の歴史研究に見られる五つの致命的欠陥」、大阪大学中国学会、中国研究集刊 40、1-36、2006-06-01。
- 「春秋の暦法と戦国の暦法 : 『競建内之』に見られる日食表現とその史的背景」、大阪大学中国学会、中国研究集刊 45、1-47、2007-12-28。
- 「汲冢竹書再考」、大阪大学中国学会、中国研究集刊 = Bulletin of Chinese studies、大阪大学中国学会 編 (42)、1-28、2006-12。
- 「中国古代における宇宙構造論の段階的発展（上）」、大阪大学中国学会、中国研究集刊 = Bulletin of Chinese studies、大阪大学中国学会 編 (46)、1-25、2008-06。
- 「中国古代における宇宙構造論の段階的発展（下）」、大阪大学中国学会、中国研究集刊 = Bulletin of Chinese studies、大阪大学中国学会 編 (47)、1-27、2008-12。
- 「湖北省荊門市沙洋県厳倉楚墓獾子冢発掘概要」、大阪大学中国学会、中国研究集刊 51、1-8、2010-10-31
- 「『中国天文学史研究』に対する成家徹郎の書評について」東方書店、東方 = Eastern book review (362)、13-17、2011-04。
- 「蔡邕『天文志』佚文に見られる渾天儀の構造--円周率の認識と渾天儀の造立」、汲古書院、汲古 / 古典研究会 編(59)、58-63、2011-06。
- 「清華簡『尚書』文体考」、大阪大学中国学会、中国研究集刊53、291-315、2011-06-30。
- 「顧頡剛と"偽孔伝"雑感」、東方書店、東方 = Eastern book review(381)、8-12、2012-11。
- 「文字学からみた浙江大『左伝』偽簡説の問題点」、汲古書院、『汲古 / 古典研究会 編』(71)、18-23、2017-06。